# Rinal Moukhametov
Rinal Albertovitch Moukhametov (russe : Риналь Альбертович Мухаметов ; tatar : Ринәл Альберт улы Мөхәммәтов) est un acteur russe, né le 21 août 1989 à Alekseevskoié dans la République du Tatarstan.
Il se fait connaître grâce aux films de science-fiction Attraction (Притяжение, 2017), Coma - Esprits prisonniers (Кома, 2019) et Invasion (Вторжение, 2020),.

## Biographie

### Jeunesse et formations
Rinal Moukhametov est en 1989, à Alekseevskoié, dans le raïon d'Alexéevski dans la République du Tatarstan.
En 2012, il est diplômé à l'école-studio du Théâtre d'Art académique de Moscou. Même année, il rentre au théâtre de Gogol (ru).

### Carrière
En 2013, Rinal Moukhametov endosse les costumes de D'Artagnan dans le film Les Trois Mousquetaires (Три мушкетёра) de Sergueï Jigounov.
En 2014, il apparaît à la télévision dans le rôle du comte Sergei Saltykov, le premier amant de la grande-duchesse Catherine II avant qu'elle ne devienne impératrice de Russie, dans la mini-série Ekaterina (Екатерина).
En 2017, il joue l'extraterrestre dans Attraction (Притяжение) de Fiodor Bondartchouk, qui aura pour suite intitulée Invasion (Вторжение) du même réalisateur en 2020.
En 2019, il interprète le rôle principal dans Bitva (Битва) d'Anar Abbasov.
En 2020, il est l'architecte dans le film fantastique Coma (Кома) de Nikita Argounov.

### Vie privée
En 2012, Rinal Moukhametov épouse Karolina Yeruzalimskaya. Il divorce en 2014, pour épouser Suzanne Akezheva avec qui il a une fille en 2016,.

## Filmographie

### Longs métrages
- 2012 : Iskuplenie (Искупление) d'Aleksandr Proshkin : August
- 2013 : Les Trois Mousquetaires (Три мушкетёра) de Sergueï Jigounov : D'Artagnan
- 2016 : Teli i Toli (Тэли и Толи) d'Aleksandr Amirov : Gocha
- 2017 : Attraction (Притяжение) de Fiodor Bondartchouk : Hakon
- 2017 : Kholodnoe tango (Холодное танго) de Pavel Tchoukhraï : Maks
- 2018 : Vremennye trudnosti (Временные трудности) de Mikhail Raskhodnikov : Sasha Korolev
- 2018 : Bez menya (Без меня) de Kirill Pletnyov : Dima
- 2019 : Abigail, le pouvoir de l'élue (Эбигейл) d'Aleksandr Boguslavsky : Norman
- 2019 : Bitva (Битва) d'Anar Abbasov : Anton
- 2019 : Coma - Esprits prisonniers (Кома) de Nikita Argounov : Viktor « Architecte »
- 2019 : Invasion (Вторжение) de Fiodor Bondartchouk : Hakon

Prochainement
- Icare (Икария) de Javor Gardev : Skip (postproduction)
- Moscow, Nihao (Москва влюблённая) de Konstantin Fam (préproduction)

### Courts métrages
- 2014 : Masony  de Daria Vlasova : Eugene (voix)
- 2020 : Coma (Кома) de Sergey A. : Viktor

### Séries télévisées
- 2011 : Bashnya. Novyye lyudi (Башня. Новые люди) : Amir
- 2013 : Pogruzhenie (Погружение) : Renat (4 épisodes)
- 2013-2014 : Tri mushketera (Три мушкетёра) : D'Artagnan (10 épisodes)
- 2014 : Manekenshchitsa (Манекенщица) : Ivan Kholodov (4 épisodes)
- 2014 : Ekaterina (Екатерина) : le comte Sergei Saltykov (12 épisodes)
- 2017 : The Optimists (Оптимисты) : Arkady Golub
- 2018-2019 : God kultury (Год культуры) : Stanislav Korolev, l'assistant de Sychev (20 épisodes)

## Théâtre
- 2020 : Спасти орхидею, mise en scène par Vladislav Nastavshev[11]
- 2020 : Наша Алла, mise en scène par K. Serebrennikov[12]